# Carina Rosenvinge Christiansen
Carina Rosenvinge Christiansen, född 17 mars 1991, är en dansk bågskytt. Hon deltog vid olympiska sommarspelen 2012.